# Cyprian Kizito Lwanga
Cyprian Kizito Lwanga (Naggalama, 19 gennaio 1953 – Kampala, 3 aprile 2021) è stato un arcivescovo cattolico ugandese.

## Biografia
Cyprian Kizito Lwanga nacque il 19 gennaio 1953 nel piccolo villaggio di Naggalama, distretto di Mukono ed arcidiocesi di Kampala (oggi nella diocesi di Lugazi), nella Regione Centrale dell'allora Protettorato britannico dell'Uganda (oggi Repubblica dell'Uganda); proveniva da una famiglia numerosa composta dal padre catechista Joseph Nsubuga Wamala (m. 1983), che in futuro lo ispirerà a dedicarsi al sacerdozio, dalla madre e da quattro fratelli e quattro sorelle.

### Formazione e ministero sacerdotale
Frequentò la scuola primaria nel suo villaggio natale per poi entrare, nel 1964, nel Seminario minore di Nyenga. Studiò poi filosofia nel Seminario maggiore di Katigondo dal 1972 al 1974, prima di spostarsi al Seminario di Ggaba, dove si laureò in teologia.
Ricevette l'ordinazione sacerdotale il 9 aprile 1978, presso la Cattedrale di Santa Maria a Kampala, per imposizione delle mani del cardinale Emmanuel Kiwanuka Nsubuga, arcivescovo metropolita di Kampala; si incardinò, venticinquenne, come presbitero della medesima arcidiocesi.
Dopo un lungo soggiorno in Francia e il conseguimento del dottorato in diritto canonico alla Pontificia Università Urbaniana, nel 1996 ricevette da papa Giovanni Paolo II il titolo onorifico di Cappellano di Sua Santità.
Fu segretario personale di entrambi i cardinali arcivescovi di Kampala, Emmanuel Kiwanuka Nsubuga ed Emmanuel Wamala, nonché vicario generale e cancelliere della stessa arcidiocesi.

### Ministero episcopale
Il 30 novembre 1996, con la bolla Cum ad aeternam, papa Giovanni Paolo II eresse la diocesi di Kasana-Luweero scorporandone il territorio dall'arcidiocesi di Kampala; contestualmente lo nominò 1º vescovo della nuova sede. Ricevette la consacrazione episcopale il 1º marzo 1997, presso la pro-cattedrale di Nostra Signora della Pace a Luweero, per imposizione delle mani del cardinale Emmanuel Wamala, arcivescovo metropolita di Kampala, assistito dai co-consacranti monsignori Joseph Bernard Louis Willigers, M.H.M., vescovo di Jinja, e Paul Lokiru Kalanda, vescovo di Fort Portal; prese possesso della diocesi durante la stessa cerimonia. Come suo motto episcopale il neo vescovo Lwanga scelse Ora et labora ut habeant vitam, che tradotto vuol dire "Pregate e lavorate per vivere appieno".
Il 16 settembre 2003 si recò, assieme agli altri membri dell'episcopato ugandese, in visita ad limina apostolorum in Vaticano, discutendo con il Pontefice della situazione e dei problemi relativi alla sua diocesi.
Il 19 agosto 2006 papa Benedetto XVI lo promosse, cinquantatreenne, arcivescovo metropolita di Kampala; succedette al settantanovenne cardinale Emmanuel Wamala, dimissionario per raggiunti limiti d'età. Il 29 giugno seguente, giorno della solennità dei Santi Pietro e Paolo, si recò presso la Basilica di San Pietro in Vaticano, dove il papa gli impose il pallio, simbolo di comunione tra il metropolita e la Santa Sede. Prese possesso dell'arcidiocesi durante una cerimonia svoltasi presso la Cattedrale di Santa Maria a Kampala il 30 settembre dello stesso anno.
Si recò nuovamente in visita ad limina il 4 marzo 2010 ed il 18 giugno 2018.
Morì il 3 aprile 2021 all'età di 68 anni e, in seguito ai funerali tenutisi cinque giorni dopo, fu sepolto nella cattedrale di Kampala.

## Genealogia episcopale e successione apostolica
La genealogia episcopale è:
- Cardinale Scipione Rebiba
- Cardinale Giulio Antonio Santori
- Cardinale Girolamo Bernerio, O.P.
- Arcivescovo Galeazzo Sanvitale
- Cardinale Ludovico Ludovisi
- Cardinale Luigi Caetani
- Cardinale Ulderico Carpegna
- Cardinale Paluzzo Paluzzi Altieri degli Albertoni
- Papa Benedetto XIII
- Papa Benedetto XIV
- Papa Clemente XIII
- Cardinale Bernardino Giraud
- Cardinale Alessandro Mattei
- Cardinale Pietro Francesco Galleffi
- Cardinale Giacomo Filippo Fransoni
- Cardinale Carlo Sacconi
- Cardinale Edward Henry Howard
- Cardinale Mariano Rampolla del Tindaro
- Cardinale Rafael Merry del Val
- Cardinale Arthur Hinsley
- Arcivescovo David Mathew
- Cardinale Laurean Rugambwa
- Cardinale Emmanuel Kiwanuka Nsubuga
- Cardinale Emmanuel Wamala
- Arcivescovo Cyprian Kizito Lwanga

La successione apostolica è:
- Arcivescovo Paul Ssemogerere (2008)
- Vescovo Giuseppe Filippi, M.C.C.I. (2009)